# Língua kambera
Kambera, também chamada Sumbanês Oriental, é uma língua malaio-polinésia falada nas Pequenas Ilhas da Sonda, Indonésia. Kambera é membro do subgrupo Bima-Sumba dentro do Malayo-Polinésio Central dentro das Malaio-Polinésiaso. A ilha de Sumba, localizada no leste da Indonésia, possui uma área de 12.297 km²  O nome Kambera vem de uma região tradicional que fica perto de uma cidade em Waingapu. Por causa do comércio de exportação que se concentrou em Waingapu no século XIX, a língua da região Kambera tornou-se a língua de ligação no Sumba oriental.

## Escrita
A língua Kambera usa uma forma do alfabeto latino sem C, F, G, Q, S, V, X, Z. Usam-se formas Mb, Nd, Ng, Ngg, Nj, Ny.

## Fonologia

### Consoantes
|                   |                | Bilabial | Alveolar | Palatal | Velar | Glotal |
| ----------------- | -------------- | -------- | -------- | ------- | ----- | ------ |
| Nasal Oclusiva    | Nasal Oclusiva | m        | n        |         | ŋ     |        |
| Plosiva/ Africada | plana          | p        | t        | dʒ      | k     |        |
| Plosiva/ Africada | Pré-nasalizada | ᵐb       | ⁿd       | ᶮdʒ     | ᵑɡ    |        |
| Plosiva/ Africada | implosiva      | ɓ        | ɗ        |         |       |        |
| Fricativa         | Fricativa      |          |          |         |       | h      |
| Lateral           | Lateral        |          | l        |         |       |        |
| Rótica            | Rótica         |          | r        |         |       |        |
| Semivogal         | plana          | w        |          | j       |       |        |
| Semivogal         | Pré-nasalizada |          |          | ᶮj      |       |        |

Kambera anteriormente tinha  / s /, mas uma mudança de sons ocorrida na virada do século XX substituiu todas as ocorrências do antigo  / s / por  / h /.

### Vogais
|         | Anterior | Posterior |
| ------- | -------- | --------- |
| Fechada | i iː     | u uː      |
| Medial  | e ai     | o au      |
| Aberta  | a, aː    | a, aː     |

Os ditongos  / ai / e  / au / funcionam fonologicamente como as contrapartes longas de  / e / e  / o / , respectivamente.

## Abreviaturas
| Nome    | Significado                                                |
| ------- | ---------------------------------------------------------- |
| NEG.irr | Negação irrealis                                           |
| NEG.emp | Negação enfática                                           |
| EMP     | Marcador enfático                                          |
| 2s      | 2nd pessoa singular                                        |
| ACC     | acusativo                                                  |
| DEI     | elemento dêitico (espaço / tempo)                          |
| 3sN     | 3ª pessoa singular nominativo                              |
| 3sA     | 3ª pessoa acusativa singular - pronome enfático            |
| CNJ     | conjunction                                                |
| 2pN     | 2ª pessoa singular - pronome                               |
| 1sA     | 1ª pessoa acusativo singular - singular - pronome enfático |
| RmO     | marcador de cláusula relativa do objeto                    |

## Morfo-sintaxe

### Afirmação e negação
Negadores são usados em Kambera e em outras línguas para tornar uma cláusula ou sentença negativa em significado. Kambera possui vários tipos de negadores. Existem seis tipos principais de negadores listados abaixo.
| Negativa     | Português                |
| ------------ | ------------------------ |
| nda          | negação                  |
| ndia         | negação enfática         |
| ndedi        | 'not yet'                |
| àmbu         | (negação irrealis)       |
| àmbu...ndoku | de jeito nenhum'         |
| nda...ndoku  | 'não... de jeito nenhum' |

 Ndia  'não' é usado para negação geral, e nda 'negativo' or ndedi 'ainda não' são negadores predicados.  Ndoku  é usado para enfatizar a negação ao ser colocado com o negador  àmbu  ou  nda .
ex:
| Ambu bobar ndoku -ma -ya! | NEG.irr pregar NEG.emp -EMP -3sA | "Não fale sobre isso!" 
 Àmbu  é usado para expressar negação futura, bem como negação em  imperativos. 
ex:
| Àmbu katuda = kau nàhu! | NEG.IRR hibernar = 2s.ACC agora | "Não vá dormir agora!" 
Negadores são elementos em uma cláusula que são dêiticos. Eles podem ser usados para se referir a tempo, espaço e discurso.  Mostrado abaixo, o negador,  ndia  é usado para se referir ao discurso .
ex:
| Ndia ná! | NEG DEI | "Não!" (não é assim) 
Dois desses negadores nda e àmbu - com  nda  sendo um negador geral, são usados para predicados nominais e verbais.
ex:
| Nda ningu ndoku | NEG é NEG.emp
| "Não há nenhum." 

#### Negações em verbos
A palavra  pa  em Kambera é derivacional e pode ser adicionada a alguns substantivos preposicionais, numerais e negadores para criar verbos. O negador enfático  ndia  'não' pode se tornar um verbo por meio de  pa  - derivação. A tradução deste verbo torna-se então "negar". 
Exemplo abaixo de como  ndia  é construído em um verbo em uma determinada frase:
ex:
| na- pa.ndia -ya ba nda na- njala | 3sN- pa.no -3sA CNJ NEG 3sN {ser / fazer errado} | "Ele negou ter agido errado." 

#### Frases substantivas
Uma oração nuclear tem o como o cabeçalho em Kambera, e modificadores são posicionados no início da oração. Como  nda  é um modificador, ele é colocado no início de uma cláusula, como um negador inicial da cláusula, antes do verbo e do resto dos elementos de uma cláusula nuclear. 
Você pode distinguir cláusulas nominais de NPs por meio do negador irrealis  àmbu  e do negador  nda , que nunca ocorrem dentro de um NP possuído. 

#### Clíticos
A palavra Kambera  nda  também é considerada pró-clítica, pois não está em conformidade com o requisito mínimo de palavra e deve ocorrer com um hospedeiro sintático / fonológico.  Um clítico é um tipo de morfema ligado sintaticamente, mas são morfemas ligados fonologicamente. Eles podem se anexar a uma haste, por exemplo, o negador  nda .  Nda  aparece antes de seu host e é usado para marcar a negação. Ele tem propriedades fonotáticas muito simples e não pode carregar o estresse.   Nda  como um clítico só pode ocorrer com um hospedeiro 
ex:
| Ka 'nggiki hi nda = u-' ita -ka? | CNJ por que CNJ NEG 2pN- ver -1sA | "Por que você não me viu?" 
No exemplo acima, o negador  nda  torna-se  nda u-  [ndaw], com  nda  anexando-se ao alomorfo  u- .   Nda  é um proclítico que marca uma cláusula embutida em Kambera.

### Orações relativas
Negadores também estão incluídos em cláusulas relativas, mas não fazem parte do sintagma nominal.
ex:
| [Nda [ndui pa- bohu]  NP ] –ya | NEG dinheiro RmO- roubar -3sA | "Não (é) dinheiro roubado." 

### Pronomes e marcação de pessoa
Pronomes pessoais são usados em Kambera para ênfase / desambiguação e a relação sintática entre pronomes completos e clíticos s é semelhante àquela entre NPs e clíticos. NPs e pronomes têm  caso morfológico.
| Pessoa | Número   | Número |
| ------ | -------- | ------ |
| Pessoa | Singular | Plural |
| 1INC   |          | nyuta  |
| 1EXCL  | nyungga  | nyuma  |
| 2      | nyumu    | nyimi  |
| 3      | nyuna    | nyuda  |

Kambera, como uma linguagem que marca a cabeça da frase], tem uma rica marcação morfo-sintática em seus predicados. Os clíticos pronominais, aspectuais e / ou de humor, juntamente com o predicado, constituem a cláusula nuclear. Argumentos verbais definidos têm referências cruzadas no predicado para pessoa, número e caso Nominativo (N), Gentivo (G), Dativo (D) , Acusativo (A)). Os quatro principais paradigmas clíticos pronominais são fornecidos abaixo.
|         | Nominativo | Genitivo | Acusativo | Dativo    |
| ------- | ---------- | -------- | --------- | --------- |
| 1SG     | ku-        | -nggu    | -ka       | -ngga     |
| 2SG     | (m)u-      | -mu      | -kau      | -nggau    |
| 3SG     | na-        | -na      | -ya       | -nya      |
| 1PL.INC | ta-        | -nda     | ta-       | -nda      |
| 1PL.EXC | ma-        | -ma      | -kama     | -nggama   |
| 2PL     | (m)i-      | -mi      | -ka(m)i   | -ngga(m)i |
| 3PL     | da-        | -da      | -ha       | -nja      |

Examples:
(1) | Lunggur-nanya na Ihi-na | scratch-3SG.CONT ART body-3SG.GEN | "Ele está coçando o corpo."
(2) | "Laku-nnguya ina", wa-na | go-1SG.CONT mãe dizer-3SG | "'Estou indo, mãe', disse ele."

### Posse
Kambera tem um substantivo possessivo ou reflexivo  wiki  'self / own', que pode ser
usado para marcar a posse (1).
(1) | Uma wiki –nggu | house self / own -1Sg | 'Minha própria casa'
 Wiki  tem as propriedades estruturais de um substantivo e pode ser usado como um modificador nominal (compare 2 e 3), ao contrário dos pronomes que devem ter referências cruzadas no substantivo com um clítico genitivo (3). 
(2) | Uma witu –nggu | grama de casa -1sG | 'Minha cabana'
(3) | Uma -nggu nyungga | casa -1sG I | 'Minha casa'
Como (3) é um sintagma nominal possuído, o enclítico se anexa ao substantivo. Em sintagmas nominais possuídos e modificados, a enclítica genitiva anexa-se ao modificador substantivo (4). 
(4) | Na uma 'bakul –nggu | ART house {be big} -1sG |' My big house '
Em Kambera, onde a referência cruzada é usada, o sintagma nominal é opcional. Um verbo junto com seus marcadores pronominais constitui uma frase completa. Os clíticos pronominais são uma forma morfológica de expressar relações entre constituintes sintáticos, como um substantivo e seu possuidor. 

#### Posse relativa
Possuidores podem ser relativizados com uma cláusula relativa  ma- .  Existem três tipos de cláusulas usadas na relativização de possuidores.
O primeiro é quando o verbo embutido é derivado de um substantivo relacional, como mãe ou filho. Esses verbos transitivos derivados expressam relações entre o sujeito e o objeto (5). (4). 
(4) | Na uma 'bakul –nggu | ART house {be big} -1sG |' My big house '
Em Kambera, onde a referência cruzada é usada, o sintagma nominal é opcional. Um verbo junto com seus marcadores pronominais constitui uma frase completa. Os clíticos pronominais são uma forma morfológica de expressar relações entre constituintes sintáticos, como um substantivo e seu possuidor. 
Possuidores podem ser relativizados com uma cláusula relativa  ma- .  Existem três tipos de cláusulas usadas na relativização de possuidores.
O primeiro é quando o verbo embutido é derivado de um substantivo relacional, como mãe ou filho. Esses verbos transitivos derivados expressam relações entre o sujeito e o objeto (5). 
| Pessoa | Número   | Número  |
| ------ | -------- | ------- |
| Pessoa | Singular | Plural  |
| 1INC   |          | -ndanya |
| 1EXCL  | -nggunya | -manya  |
| 2      | -munya   | -minya  |
| 3      | -nanya   | -danya  |

Exemplos:
1) | Lunggur-nanya na Ihi-na | scratch-3SG.CONT ART body-3SG.GEN | "Ele está coçando o corpo."
(2) | "Laku-nnguya ina", wa-na | go-1SG.CONT mãe dizer-3SG | "'Estou indo, mãe', disse ele."

### Posse
Kambera tem um substantivo possessivo ou reflexivo  wiki  'self / own', que pode ser
usado para marcar a posse (1).
(1) | Uma wiki –nggu | house self / own -1Sg | 'Minha própria casa'
 Wiki  tem as propriedades estruturais de um substantivo e pode ser usado como um modificador nominal (compare 2 e 3), ao contrário dos pronomes que devem ter referências cruzadas no substantivo com um clítico genitivo (3). 
(2) | Uma witu –nggu | grama de casa -1sG | 'Minha cabana'
(3) | Uma -nggu nyungga | casa -1sG I | 'Minha casa'
Como (3) é um sintagma nominal possuído, o enclítico se anexa ao substantivo. Em sintagmas nominais possuídos e modificados, a enclítica genitiva anexa-se ao modificador substantivo (4). 
(4) | Na uma 'bakul –nggu | ART casa {ser grande} -1sG |' Minha casa grande '
Em Kambera, onde a referência cruzada é usada, o sintagma nominal é opcional. Um verbo junto com seus marcadores pronominais constitui uma frase completa. Os clíticos pronominais são uma forma morfológica de expressar relações entre constituintes sintáticos, como um substantivo e seu possuidor. 

#### Posse relativa
Possuidores podem ser relativizados com uma cláusula relativa  ma- .  Existem três tipos de cláusulas usadas na relativização de possuidores.
O primeiro é quando o verbo embutido é derivado de um substantivo relacional, como mãe ou filho. Esses verbos transitivos derivados expressam relações entre o sujeito e o objeto (5).
(5) | Na anakeda [na ma- ina -nya] | Criança ART [ART RmS- mãe -3sD] | 'a criança cuja mãe ela é' / 'a criança de quem ela é mãe'
O segundo tipo de oração é quando o possuidor é o cabeça da oração ma- relativa e o possuidor é o sujeito do verbo embutido (6).
(6) | Ita -nggu -nya [na tau na ma-meti {kuru uma} -na] | Ver -1sG -3sD [ART pessoa ART RmS-morrer esposa -3sG] | 'Eu vi [o homem cuja esposa morreu ]
O tipo final é onde a cláusula relativa contém o verbo  ningu  'ser' e o argumento incorporado deste verbo. O chefe da construção relativa é o possuidor (7).
(7) | Na tau na ma- ningu ihi woka .ng | ART pessoa ART RmS- be content garden .ng | c2 = NB: o morfema  .ng  marca o limite da incorporação | 'a pessoa que tem colheitas '(lit' a pessoa cujo conteúdo do jardim é ')
Normalmente, o pronome possuidor  nyuna  'ele / ela' segue o substantivo possuído (8), embora também possa ser o cabeçalho de uma oração relativizada (9).
(8) | Na marihak [na kalembi -na nyuna] | ARTE {suja} [camiseta ART -3sG ele] | 'A camiseta dele está suja'
(9) | Nyuna na [ma- marihak na kalembi –na | Ele ARTE RmS- {suja} camiseta ARTE -3sG | 'Aquele cuja camiseta está suja'
Os possuidores também podem ser relativizados da mesma forma que os súditos. Por exemplo, na seguinte cláusula relativa sem cabeça (nenhum possuidor NP está presente), um artigo definido está presente (10).
(10) | Na ma- rabih karaha kalai –na | ART RmS- gotejar lado esquerdo -3sG | 'O (um) cujo lado esquerdo goteja (ou seja, deixa a água passar)'
(personagem mitológico que é a fonte da chuva)

## Amostra de texto
1.	La kawunga, i Ala ba na-pakiringu pa-padika-nya na pa-nggubulu awangu, La kawunga, i Ala ba na-pakiringu ... na pa-nggubulu awangu; jàka ndia: La kawunga pakiringu-na i Ala pa-padika-nya na pa-nggubulu awangu, jàka ndia La kawunga-na, na-pakiringu i Ala pa-padika-nya na pa-nggubulu awangu.
2.	na pinu tana ndedi ningu hadana, na pakili kiwarungu-pa. Na tehiku na manggibu nggabuna, na ma-palumburu hàlanya mbutana, na-panggumu-nya kapàta yuru yila, didi-aya na mbihana i Ala na mahiri la pinu wai. La hilu Imbarani pekumbu-na ka tuna yia na-haleli-ndanya: tàka na Ngahuna i Ala, jàka ndia: dàngu na ngilu welingu lai Ala, jàka ndia: dàngu na ngilu bokulu.
3.	I Ala natuu liina, “Dediwa harii!” wàna. Nimanya na harii.
Português
1.	No princípio, Deus criou o céu e a terra.
2.	E a terra era sem forma e vazia; e as trevas cobriam a face das profundezas. E o Espírito de Deus moveu-se sobre a superfície das águas.
3.	E Deus disse: Haja luz: e houve luz.